# 100 mètres brasse masculin aux championnats du monde de natation 2023
Cet article traite de l'épreuve masculine. Pour la compétition féminine, voir 100 mètres brasse féminin aux championnats du monde de natation 2023.
Le 100 mètres brasse masculin est une épreuve de natation sportive des championnats du monde de natation 2023. Elle a lieu les 23 et 24 juillet 2023 à Fukuoka au Japon.

## Records
Avant cette compétition, les records dans cette discipline étaient :
| Record du monde       | 56 s 88 | Adam Peaty | 21 juillet 2019 | Gwangju, Corée du Sud |
| Record du championnat | 56 s 88 | Adam Peaty | 21 juillet 2019 | Gwangju, Corée du Sud |

## Résultats détaillés
Les 16 meilleurs temps se qualifient pour les demi-finales (Q), puis les 8 meilleurs demi-finalistes passent en finale (F).

### Séries
| Rang | Série | Ligne | Nageur                  | Pays                        | Temps         | Commentaire        |
| ---- | ----- | ----- | ----------------------- | --------------------------- | ------------- | ------------------ |
| 1    | 7     | 4     | Qin Haiyang             | Chine                       | 58 s 26       | Q, Record d'Asie   |
| 2    | 7     | 5     | Arno Kamminga           | Pays-Bas                    | 58 s 71       | Q                  |
| 3    | 6     | 3     | Lucas Matzerath         | Allemagne                   | 58 s 74       | Q, Record national |
| 4    | 6     | 4     | Nicolò Martinenghi      | Italie                      | 59 s 04       | Q                  |
| 5    | 5     | 4     | Nicolas Fink            | États-Unis                  | 59 s 38       | Q                  |
| 6    | 7     | 6     | Josh Matheny            | États-Unis                  | 59 s 40       | Q                  |
| 7    | 6     | 5     | Federico Poggio         | Italie                      | 59 s 43       | Q                  |
| 8    | 7     | 3     | James Wilby             | Grande-Bretagne             | 59 s 66       | Q                  |
| 9    | 5     | 5     | Yan Zibei               | Chine                       | 59 s 73       | Q                  |
| 10   | 6     | 6     | Andrius Šidlauskas      | Lituanie                    | 59 s 90       | Q                  |
| 11   | 6     | 8     | Denis Petrashov         | Kirghizistan                | 59 s 91       | Q, Record national |
| 12   | 7     | 7     | Choi Dong-yeol          | Corée du Sud                | 59 s 94       | Q                  |
| 13   | 5     | 3     | Berkay Ömer Öğretir     | Turquie                     | 59 s 99       | Q                  |
| 14   | 6     | 7     | João Gomes Júnior       | Brésil                      | 1 min 0 s 12  | Q                  |
| 15   | 5     | 2     | Bernhard Reitshammer    | Autriche                    | 1 min 0 s 20  | Q                  |
| 16   | 5     | 6     | Zac Stubblety-Cook      | Australie                   | 1 min 0 s 22  | Q                  |
| 17   | 7     | 2     | Ippei Watanabe          | Japon                       | 1 min 0 s 28  |                    |
| 18   | 6     | 2     | Valentin Bayer          | Autriche                    | 1 min 0 s 51  |                    |
| 19   | 5     | 1     | Darragh Greene          | Irlande                     | 1 min 0 s 54  |                    |
| 20   | 6     | 1     | Matti Mattsson          | Finlande                    | 1 min 0 s 62  |                    |
| 21   | 5     | 8     | Anton McKee             | Islande                     | 1 min 0 s 86  |                    |
| 22   | 7     | 8     | Dawid Wiekiera          | Pologne                     | 1 min 0 s 89  |                    |
| 23   | 4     | 5     | Jérémy Desplanches      | Suisse                      | 1 min 0 s 95  |                    |
| 24   | 5     | 9     | Maksym Ovchynnikov      | Ukraine                     | 1 min 1 s 01  |                    |
| 25   | 5     | 7     | Miguel de Lara          | Mexique                     | 1 min 1 s 02  |                    |
| 26   | 7     | 1     | Erik Perssonn           | Suède                       | 1 min 1 s 03  |                    |
| 27   | 5     | 0     | Lyubomir Epitropov      | Bulgarie                    | 1 min 1 s 16  |                    |
| 28   | 7     | 0     | James Dergousoff        | Canada                      | 1 min 1 s 19  |                    |
| 29   | 6     | 0     | Jorge Murillo           | Colombie                    | 1 min 1 s 23  |                    |
| 30   | 4     | 3     | Michael Houlie          | Afrique du Sud              | 1 min 1 s 58  |                    |
| 31   | 4     | 9     | Peter Stevens           | Slovénie                    | 1 min 1 s 59  |                    |
| 32   | 4     | 7     | Gabriel Lopes           | Portugal                    | 1 min 1 s 69  |                    |
| 33   | 4     | 4     | Joshua Gilbert          | Nouvelle-Zélande            | 1 min 1 s 79  |                    |
| 34   | 4     | 1     | Amro Al-Wir             | Jordanie                    | 1 min 1 s 80  |                    |
| 35   | 4     | 6     | Ronan Wantenaar         | Namibie                     | 1 min 1 s 91  |                    |
| 36   | 3     | 2     | Mariano Lazzerini       | Chili                       | 1 min 1 s 97  |                    |
| 37   | 3     | 4     | Jadon Wuilliez          | Antigua-et-Barbuda          | 1 min 2 s 10  | Record national    |
| 38   | 3     | 6     | Chao Man Hou            | Macao                       | 1 min 2 s 19  |                    |
| 39   | 4     | 8     | Adam Chillingworth      | Hong Kong                   | 1 min 2 s 43  |                    |
| 40   | 4     | 2     | Maximillian Wei Ang     | Singapour                   | 1 min 2 s 45  |                    |
| 41   | 1     | 8     | Alexandre Grand'Pierre  | Haïti                       | 1 min 2 s 65  | Record national    |
| 42   | 2     | 3     | Tomas Peribonio         | Équateur                    | 1 min 2 s 90  | Record national    |
| 43   | 4     | 0     | Julio Horrego           | Honduras                    | 1 min 3 s 04  |                    |
| 44   | 3     | 5     | Muhammad Dwiky Raharjo  | Indonésie                   | 1 min 3 s 18  |                    |
| 45   | 2     | 4     | Constantin Malachi      | Moldavie                    | 1 min 3 s 23  |                    |
| 46   | 7     | 9     | Phạm Thanh Bảo          | Viêt Nam                    | 1 min 3 s 37  |                    |
| 47   | 2     | 2     | Tasi Limtiaco           | États fédérés de Micronésie | 1 min 3 s 53  | Record national    |
| 48   | 3     | 1     | Daniils Bobrovs         | Lettonie                    | 1 min 3 s 70  |                    |
| 49   | 3     | 0     | Adrian Robinson         | Botswana                    | 1 min 3 s 79  |                    |
| 50   | 3     | 9     | Andres Martijena        | République dominicaine      | 1 min 3 s 80  |                    |
| 51   | 2     | 5     | Giacomo Casadei         | Saint-Marin                 | 1 min 4 s 31  |                    |
| 52   | 3     | 7     | Panayiotis Panaretos    | Chypre                      | 1 min 4 s 38  |                    |
| 53   | 3     | 8     | Jonathan Raharvel       | Madagascar                  | 1 min 4 s 39  |                    |
| 54   | 1     | 4     | Ashot Chakhoyan         | Arménie                     | 1 min 4 s 47  |                    |
| 55   | 2     | 6     | Julio Calero Suarez     | Cuba                        | 1 min 4 s 51  |                    |
| 56   | 2     | 1     | Luka Eradze             | Géorgie                     | 1 min 4 s 91  |                    |
| 57   | 2     | 7     | Luis Sebastian Weekes   | Barbade                     | 1 min 5 s 15  |                    |
| 58   | 2     | 8     | Abdul Aziz Al-Obaidly   | Qatar                       | 1 min 5 s 24  |                    |
| 59   | 2     | 0     | Bransly Dirksz          | Aruba                       | 1 min 5 s 38  |                    |
| 60   | 2     | 9     | Jonathan Chung Yee      | Maurice                     | 1 min 6 s 05  |                    |
| 61   | 1     | 0     | Abdulla Khalid Jamal    | Bahreïn                     | 1 min 6 s 07  |                    |
| 62   | 1     | 9     | Osama Trabulsi          | Syrie                       | 1 min 7 s 33  |                    |
| 63   | 1     | 6     | Micah Masei             | Samoa américaines           | 1 min 8 s 42  |                    |
| 64   | 1     | 5     | Jayden Loran            | Curaçao                     | 1 min 8 s 47  |                    |
| 65   | 1     | 3     | Zach Moyo               | Zambie                      | 1 min 10 s 10 |                    |
| 66   | 1     | 7     | Chadd Ng Chiu Ning Ning | Eswatini                    | 1 min 10 s 80 |                    |
| 67   | 1     | 1     | Anthony Deleon Guerrero | Îles Mariannes du Nord      | 1 min 12 s 66 |                    |
| 68   | 1     | 2     | Jion Hosei              | Palaos                      | 1 min 17 s 05 |                    |
| -    | 3     | 3     | Andrew Goh              | Malaisie                    | Disqualifié   | Disqualifié        |
| -    | 6     | 9     | Jaouad Syoud            | Algérie                     | Forfait       | Forfait            |

### Demi-finales
| Rang | Série | Ligne | Nageur               | Pays            | Temps        | Commentaire      |
| ---- | ----- | ----- | -------------------- | --------------- | ------------ | ---------------- |
| 1    | 2     | 4     | Qin Haiyang          | Chine           | 57 s 82      | F, Record d'Asie |
| 2    | 2     | 5     | Lucas Matzerath      | Allemagne       | 58 s 75      | F                |
| 3    | 2     | 3     | Nicolas Fink         | États-Unis      | 58 s 88      | F                |
| 4    | 2     | 2     | Yan Zibei            | Chine           | 59 s 02      | F                |
| 5    | 1     | 4     | Arno Kamminga        | Pays-Bas        | 59 s 08      | F                |
| 6    | 1     | 3     | Josh Matheny         | États-Unis      | 59 s 20      | F                |
| 7    | 1     | 5     | Nicolò Martinenghi   | Italie          | 59 s 21      | F                |
| 8    | 2     | 1     | Berkay Ömer Öğretir  | Turquie         | 59 s 50      | F                |
| 9    | 2     | 6     | Federico Poggio      | Italie          | 59 s 51      |                  |
| 10   | 1     | 6     | James Wilby          | Grande-Bretagne | 59 s 54      |                  |
| 11   | 1     | 7     | Choi Dong-yeol       | Corée du Sud    | 59 s 59      | Record national  |
| 12   | 1     | 8     | Zac Stubblety-Cook   | Australie       | 59 s 69      |                  |
| 13   | 2     | 7     | Denis Petrashov      | Kirghizistan    | 59 s 78      | Record national  |
| 14   | 1     | 2     | Andrius Šidlauskas   | Lituanie        | 59 s 95      |                  |
| 15   | 1     | 1     | João Gomes Júnior    | Brésil          | 1 min 0 s 04 |                  |
| 16   | 2     | 8     | Bernhard Reitshammer | Autriche        | 1 min 0 s 67 |                  |

### Finale
| Rang              | Ligne | Nageur              | Pays       | Temps   | Commentaire   |
| ----------------- | ----- | ------------------- | ---------- | ------- | ------------- |
| Médaille d'or     | 4     | Qin Haiyang         | Chine      | 57 s 69 | Record d'Asie |
| Médaille d'argent | 1     | Nicolò Martinenghi  | Italie     | 58 s 72 |               |
| Médaille d'argent | 2     | Arno Kamminga       | Pays-Bas   | 58 s 72 |               |
| Médaille d'argent | 3     | Nicolas Fink        | États-Unis | 58 s 72 |               |
| 5                 | 5     | Lucas Matzerath     | Allemagne  | 58 s 88 |               |
| 6                 | 6     | Yan Zibei           | Chine      | 59 s 23 |               |
| 7                 | 7     | Josh Matheny        | États-Unis | 59 s 45 |               |
| 8                 | 8     | Berkay Ömer Öğretir | Turquie    | 59 s 79 |               |